# Prado (Familienname)
Prado ist ein spanischer und portugiesischer Familienname.

## Namensträger
- Abelardo Bueno do Prado (1896–1961), brasilianischer Diplomat
- Adélia Prado (* 1935), brasilianische Schriftstellerin
- Almeida Prado (1943–2010), brasilianischer Komponist und Pianist
- Blas de Prado (ca. 1545–ca. 1600), spanischer Maler
- Caio Prado Júnior (1907–1990), brasilianischer Historiker, Geograph, Schriftsteller und Politiker
- Casiano de Prado (1797–1866), spanischer Minen-Ingenieur und Geologe
- Clorinda Málaga de Prado (1905–1993), peruanische First Lady, zweite Ehefrau des Präsidenten Manuel Prado
- Daniel Núñez del Prado (1840–1891), bolivianischer Arzt
- Eliseo Prado (1929–2016), argentinischer Fußballspieler
- Fernando de Prado (* 1963), spanischer Historiker und Autor
- Fernando Prado Ayuso (* 1969), spanischer römisch-katholischer Ordensgeistlicher und Bischof von San Sebastián
- Francisco Javier Prado Aránguiz (1929–2020), chilenischer Ordensgeistlicher, Bischof von Rancagua
- Gary Prado Salmón (1938–2023), bolivianischer General und Diplomat
- Guilherme Raymundo do Prado (* 1981), brasilianischer Fußballspieler
- Germán Prado Peralta (1891–1974), spanischer Musikwissenschaftler
- Ignacio de Jesús Prado (* 1993), mexikanischer Radrennfahrer
- Iván Prado Sejas (* 1953), bolivianischer Psychologe, Schriftsteller und Dichter
- Iván Prado (* 1974), spanischer Clown, Schauspieler und Theaterdirektor, siehe Iván Fernández Prado
- Jacinto do Prado Coelho (1920–1984), portugiesischer Romanist, Lusitanist und Literaturwissenschaftler
- Jackson Berenguer Prado (1918–2005), brasilianischer Geistlicher, römisch-katholischer Bischof von Paulo Afonso
- Jesús Prado (* 1946), mexikanischer Fußballspieler
- Joana Prado (* 1976), brasilianisches Model
- Johannes von Prado (1563–1631), katholischer Heiliger
- Jhonatan Manuel Narváez Prado (* 1997), ecuadorianischer Radrennfahrer, siehe Jhonatan Narváez
- Juan Carlos Prado Ángelo (* 2005), bolivianischer Tennisspieler
- Juan de Prado (1612–1670), marranischer Arzt und Philosoph
- Julio Enrique Prado Bolaños (* 1943), kolumbianischer Bischof von Pasto
- Lilia Prado (1928–2006), mexikanische Schauspielerin
- Lorenzo Ramírez de Prado (1583–1658), spanischer Humanist, Politiker und Kunst- und Büchersammler
- Manuel Prado (1863–1932), argentinischer Militär und Historiograph
- Manuel Prado y Colón de Carvajal (1931–2009), spanischer Diplomat und Geschäftsmann
- Manuel Prado y Ugarteche (1889–1967), peruanischer Ingenieur, Bankier, Politiker, Präsident
- Manuel Prado Pérez-Rosas (1923–2011), peruanischer römisch-katholischer Erzbischof
- Manuelcha Prado (* 1957), peruanischer Gitarrist, Sänger, Komponist und Sammler traditioneller Lieder
- Mariano Prado Baca (1776–1837), Politiker, Supremo Director der Provinz El Salvador
- Mariano Ignacio Prado (1826–1901), zweimaliger Präsident Perus
- Miguel Prado Paz (1905–1987), mexikanischer Komponist
- Miguelanxo Prado (Miguel Ángel Prado; * 1958), spanischer Comiczeichner und -autor
- Néstor Prado (* 1937), argentinischer Tangosänger
- Pablo Vizcaíno Prado (* 1951), guatemaltekischer Geistlicher, Bischof von Suchitepéquez-Retalhuleu
- Pedro Prado (1886–1952), chilenischer Schriftsteller
- Pérez Prado (1916–1989), kubanischer Musiker (Piano, Orgel) und Komponist
- Ricardo Prado (* 1965), brasilianischer Schwimmer
- Toribio Terán Prado (1785–1849), nicaraguanischer Politiker und Director Supremo von Nicaragua
- Vicente Nieto Prado (* 1974), mexikanischer Fußballspieler